# Экономика Объединённых Арабских Эмиратов
Экономика ОАЭ  — основой является добыча и экспорт сырой нефти и газа, обеспечивающей преобладающую часть государственных доходов и почти все валютные поступления, а также торговля и реэкспорт. Добыча нефти оценивается в приблизительно 2,2 миллиона баррелей в день, бо́льшая её часть производится в эмирате Абу-Даби. Другие нефтяные производители по важности: Дубай, Шарджа и Рас-эль-Хайма.
Экономика Объединённых Арабских Эмиратов (или ОАЭ) является второй по величине на Ближнем Востоке (после Саудовской Аравии) с валовым внутренним продуктом (ВВП) в 414 миллиардов долларов США (1,52 триллиона дирхамов) в 2018 году.
Основные отрасли экономики: нефтегазовая и нефтехимическая, рыбная, металлургия, мелкое кораблестроение и др. В экономике ОАЭ сохраняются традиционные отрасли хозяйства (оазисное земледелие, промыслы, ремёсла, транзитная торговля). Благодаря ускоренному развитию нефтегазовой промышленности в ОАЭ обеспечен высокий среди государств Аравийского полуострова средний годовой доход на душу коренного населения. 

Туризм является одним из самых крупных ненефтяных источников дохода в ОАЭ, и некоторые из самых роскошных отелей в мире расположены в ОАЭ. 
ОАЭ являются членом Всемирной торговой организации и ОПЕК.
Правительство ОАЭ давно инвестирует в экономику, чтобы диверсифицировать и снизить её зависимость от доходов от нефти.

## История
До 1950-х годов, когда в ОАЭ открыли нефтяные месторождения, главными отраслями экономики были рыболовство и добыча жемчуга, которая уже тогда находилась в упадке. С 1962 Абу-Даби первым из эмиратов начал экспортировать нефть. Состояние экономики резко изменилось в 1973 году, когда резко выросли цены на нефть. Благодаря этому ОАЭ прошли ускоренный путь развития и за 25 лет достигли высокого экономического благосостояния. За счёт больших доходов от экспорта нефти была значительно улучшена транспортная сеть. В ОАЭ нет железных дорог, но хорошо развитая сеть автомобильных дорог, соединяющих основные города страны. В начале 1990-х годов в стране было шесть международных аэропортов. В 1988 году в эмирате Дубай был открыт морской порт Джебель-Али, владеющий крупнейшей в мире искусственной гаванью.
Развитие нефтяной промышленности и строительства также способствовало притоку иностранной рабочей силы, которая сейчас составляет примерно три четверти населения страны. В последнее время доля нефтедобывающей и нефтеперерабатывающей промышленности в ВВП постепенно снижается, уступая место таким отраслям как недвижимость, торговля, сельское хозяйство. Страна только на четверть обеспечивает свои внутренние потребности в продовольствии, поэтому инвестиции в сельское хозяйство весьма высоки. И в первую очередь инвестиции поступают в строительство заводов по опреснению воды, чтобы обеспечить пресной водой не только поля и сады, но и недавние зелёные насаждения.
ВВП страны за последние четверть века увеличился в 8 раз — с 50 млрд долларов в 1990 году до 400 млрд в 2015. Бурное развитие последнего десятилетия позволило эмиратовской экономике стать второй экономикой в арабском мире после Саудовской Аравии.
Нефть обеспечила быстрый рост экономики ОАЭ всего за несколько десятилетий, однако и другие секторы экономики также развивались достаточно быстро, особенно внешняя торговля.

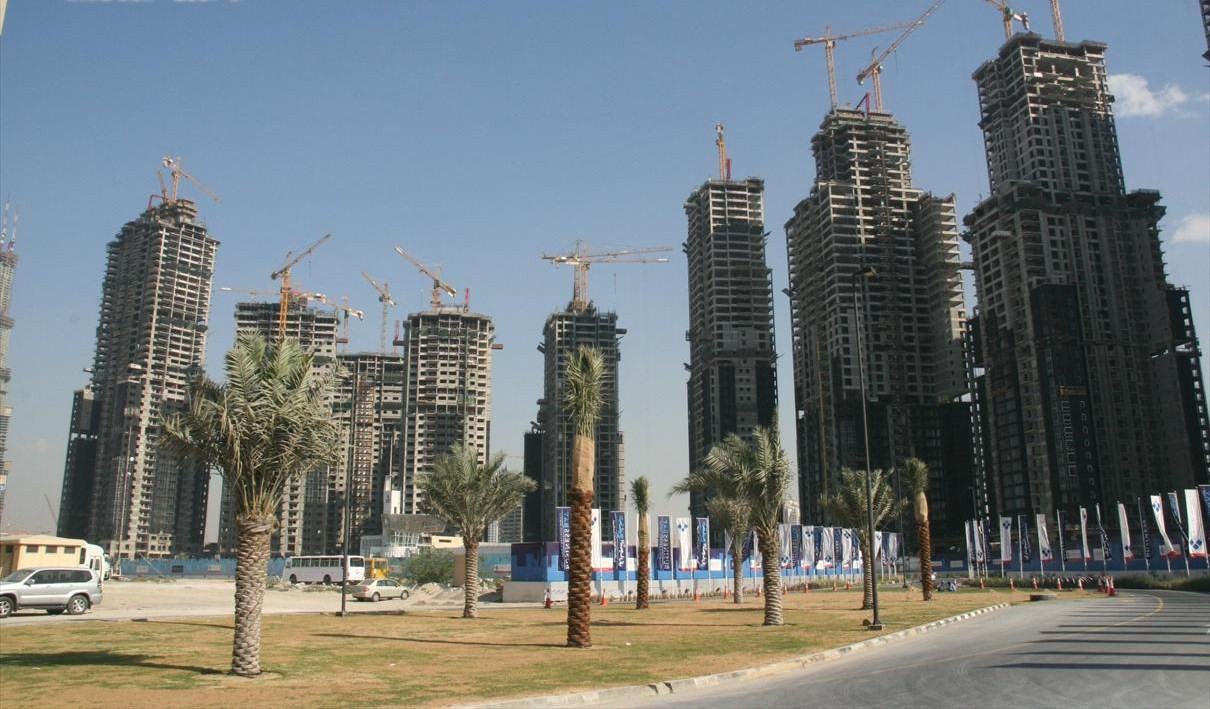
Строительство небоскрёбов в Дубае

ОАЭ успешно диверсифицируют свою экономику, особенно в Дубае, но по-прежнему сильно зависят от доходов от нефти и природного газа, которые продолжают играть центральную роль в их экономике, особенно в Абу-Даби. В то время как Абу-Даби и другие эмираты ОАЭ оставались относительно консервативными в своём подходе к диверсификации, Дубай, обладающий гораздо меньшими запасами нефти, был смелее в своей политике диверсификации.
Развитие бизнеса и туризма способствовало началу в эмиратах строительного бума. Миллиарды долларов вкладываются в показательные проекты.
Существенные средства вкладываются в строительство современных зданий и заводов по опреснению воды, чтобы удовлетворить растущий спрос на пресную воду не только у населения, но и для нужд почти 100 миллионов деревьев, которые были посажены за последние 25 лет. В настоящее время в стране ведётся строительство на сумму 350 миллиардов долларов.
Масштабный строительный бум, расширяющаяся производственная база и процветающий сектор услуг помогают ОАЭ диверсифицировать свою экономику. 
Коммерческий центр Дубай и его смежная свободная зона Джебел Али привлекают обширные иностранные инвестиции.
В последнее время доля доходов от добычи и переработки нефти в общем объёме ВВП снижается, что связано с мерами правительства по диверсификации экономики. Так, в 2009 году более 85 % экономики ОАЭ было основано на экспорте нефти; в 2011 году экспорт нефти составил 77 % государственного бюджета ОАЭ. 
Одновременно, растёт значение других секторов экономики в структуре ВНП, в том числе строительства, торговли, туризма и сельского хозяйства. Несмотря на в значительной степени бесплодный и засушливый характер местности, для которой характерны очень низкий уровень осадков и отсутствие рек, инвестиции в сельское хозяйство помогли построить заводы по опреснению воды, делая эту отрасль экономики всё более и более самостоятельной и доходной. Некоторые местные сельскохозяйственные культуры — например, земляника — даже экспортируются в Европу.
В октябре 2021 года в Дубае проводилась Всемирная выставка (Expo-2020); организаторы надеются, что она привлечёт около двенадцати миллионов иностранных гостей и обеспечит 30 миллиардов евро прибыли.

## Полезные ископаемые
Важнейшее природное богатство страны — нефть и газ. Территория ОАЭ с прилегающей акваторией расположена на платформенном склоне нефтегазоносного бассейна Персидского залива.
Основные запасы углеводородов сосредоточены в эмиратах Абу-Даби и Дубай. По данным 1999 года подтверждённые запасы нефти в ОАЭ занимают 6-е место в мире (после Саудовской Аравии, Ирака, Кувейта, Ирана, Венесуэлы).
По подтверждённым запасам природного газа ОАЭ занимают 5-е место в мире (после России, Ирана, Катара,Туркменистана). Запасы газа обнаружены в основном в Абу-Даби, а также в эмиратах Шарджа, Дубай и Рас-эль-Хайма.
На начало XXI века 55 % добываемого газа находит применение в стране, а остальное экспортируется в сжиженном виде.
В северной части страны в Оманских горах известные хромитовые россыпи (Cr2О3 11-16 %), приурочены к породам офиолитового комплекса. Здесь же обнаружены небольшие рудопроявления меди и марганца.
В 1974 году в Эль-Фуджайра найдены залежи урановой руды.

## Промышленность

### Нефтегазодобывающая промышленность
В 1995 году в ОАЭ в среднем добывалось нефти 290 тыс. т. в сутки, при этом на долю Абу-Даби приходилось 83 %, Дубая — 15 %, Шарджу — 2 %. Абу-Даби занимает 3-е место по объёму добычи нефти на Ближнем Востоке (после Саудовской Аравии и Ирана). Небольшое количество нефти добывается также в Рас-эль-Хайме.
Квоты на добычу нефти в ОАЭ устанавливаются Организацией стран-экспортёров нефти (ОПЕК), но ОАЭ не всегда придерживались этих ограничений. Так, например, в 1990 году, во время вторжения Ирака в Кувейт, добыча нефти в стране вдвое превысила квоту.
К 2003 году лидером в нефтегазовой отрасли стала компания Абу Даби (ADNOC) (созданная 1971).
В последнее время особое внимание уделяется разведке новых месторождений, разработке вновь найденных, нефтегазовому маркетингу. На второй план отходят нефтепереработка, распределение и маркетинг нефтепродуктов и сжиженного газа.
Бо́льшая часть нефти, добываемой в ОАЭ, экспортируется. Основные импортёры нефти из эмиратов — Япония, страны Западной Европы, США. Основной порт-терминал Джебель-Данна. Кроме того, экспортируется сжиженный газ.

## Транспорт
ОАЭ лежат на полпути между производственными экономическими путями Дальнего Востока и Европы, что способствует превращению страны в международный экономический центр. 
В стране хорошо развита транзитная транспортная инфраструктура — в частности, есть международные аэропорты: в Абу-Даби, Дубае, Шардже, Рас-эль-Хайме, Фуджейре и Эль-Айне; построен аэропорт Аль-Мактум. 
Наибольшие из них — в Абу-Даби и Дубае — пропустили через себя более 50 миллионов пассажиров в 2010 году, растут также и объёмы фрахта.
В стране действуют крупные порты. 
Железные дороги управляются государственной компанией Etihad Rail.
В настоящее время основным видом транспорта являются автомобили, большинство дорог здесь асфальтировано. 

### Общественный транспорт
9 сентября 2009 года открыта первая линия метрополитена в Дубае. В 2015 году уже работает 2 ветки метро и 47 станций. 
Трамвайная система была открыта 11 ноября 2014 года в районе Дубай Марина; трамвайная линия соединена с метро в 2 станциях. 
Также существует Джумейра Монорельс — монорельсовый вагон, доставляющий пассажиров от трамвая к отелю «Атлантис» через остров Пальма Джумейра. 
Из общественного транспорта также есть автобусное сообщение, но оно развито слабо — подавляющее большинство граждан использует личные авто или такси. Есть 11 основных автобусных маршрутов, связывающих Дубай с остальными частями страны: Шарджей, Аджманом, Умм-эль-Кайвайном, Рас-эль-Хаймой, Фуджайрой и Абу-Даби.

## Туризм
Активно развивается как экскурсионное и пляжное направления туризма, так и посещение магазинов. 
В 2013 году страну посетило более 15 млн иностранных туристов. Объём туристического потока из России в настоящее время составляет около 250 тыс. человек в год.

## Энергетика
В соответствии с данными EES EAEC (рассчитанными на основании информации EIA на декабрь 2015 г.), ОАЭ с суммарными запасами энергоносителей в около 28,5 млрд в угольном эквиваленте, или 2,17% от общемировых (179 стран) занимают 14 строчку в мире. В структуре этих запасов 71,5% — сырая нефть, и 28,5% — природный газ.

### Электроэнергетический комплекс
Тенденция и динамика развития электроэнергетического комплекса ОАЭ за 25-летний период (1992-2016) иллюстрируется данными таблиц 1 и 2 на основании данных UNSD: 
| Таблица 1. Динамика установленной мощности-нетто (            |       |       |       |       |       |       |       |       |       |       |       |       |       |
| Установленная мощность-нетто                                  | 1992  | 1993  | 1994  | 1995  | 1996  | 1997  | 1998  | 1999  | 2000  | 2001  | 2002  | 2003  | 2004  |
| Электростанций - всего                                        | 4700  | 4756  | 5290  | 5390  | 5490  | 5600  | 5710  | 5820  | 8280  | 8611  | 9130  | 12172 | 13550 |
| Тепловых электростанций (ТЭС), сжигающих органическое топливо | 4700  | 4756  | 5290  | 5390  | 5490  | 5600  | 5710  | 5820  | 8280  | 8611  | 9130  | 12172 | 13550 |
| Солнечных электростанций (СЭС), всего                         | --    | --    | --    | --    | --    | --    | --    | --    | --    | --    | --    | --    | --    |
| Окончание таблицы 1                                           |       |       |       |       |       |       |       |       |       |       |       |       |       |
| Установленная мощность-нетто                                  | 2004  | 2005  | 2006  | 2007  | 2008  | 2009  | 2010  | 2011  | 2012  | 2013  | 2014  | 2015  | 2016  |
| Электростанций всего                                          | 13550 | 15710 | 17280 | 17700 | 19814 | 20565 | 23199 | 26086 | 27180 | 27374 | 28829 | 28745 | 28761 |
| Тепловых электростанций (ТЭС), сжигающих органическое топливо | 13550 | 15710 | 17280 | 17700 | 19814 | 20565 | 23199 | 26076 | 27170 | 27314 | 28769 | 28685 | 28701 |
| Солнечных электростанций (СЭС), всего                         | --    | --    | --    | --    | --    | --    | 0     | 10    | 10    | 60    | 60    | 60    | 60    |

| Таблица 2. Баланс электрической энергии ОАЭ                  |       |       |       |       |       |       |       |       |       |       |       |       |       |       |       |       |       |       |       |       |        |        |        |        |        |
| Статьи баланса                                               | Годы  | Годы  | Годы  | Годы  | Годы  | Годы  | Годы  | Годы  | Годы  | Годы  | Годы  | Годы  | Годы  | Годы  | Годы  | Годы  | Годы  | Годы  | Годы  | Годы  | Годы   | Годы   | Годы   | Годы   | Годы   |
| Статьи баланса                                               | 1992  | 1993  | 1994  | 1995  | 1996  | 1997  | 1998  | 1999  | 2000  | 2001  | 2002  | 2003  | 2004  | 2005  | 2006  | 2007  | 2008  | 2009  | 2010  | 2011  | 2012   | 2013   | 2014   | 2015   | 2016   |
| Производство-брутто                                          | 18689 | 21730 | 23736 | 24982 | 26572 | 28464 | 33392 | 37126 | 39944 | 43172 | 46856 | 49450 | 52417 | 60698 | 66768 | 78761 | 80463 | 85698 | 93949 | 99137 | 106222 | 109979 | 116528 | 127366 | 129596 |
| Собственные нужды электростанций и отопительных установок    | 0     | 0     | 0     | 1791  | 2286  | 2960  | 1670  | 1856  | 1997  | 1563  | 1558  | 1650  | 1867  | 2388  | 2627  | 8847  | 2585  | 1294  | 4362  | 3629  | 4768   | 4616   | 4843   | 4429   | 2392   |
| Производство-нетто                                           | 18689 | 21730 | 23736 | 23191 | 24286 | 25504 | 31722 | 35270 | 37947 | 41609 | 45298 | 47801 | 50550 | 58310 | 64141 | 69914 | 77878 | 84404 | 89587 | 95508 | 101454 | 105363 | 111685 | 122937 | 127204 |
| Импорт                                                       | --    | --    | --    | --    | --    | --    | --    | --    | --    | --    | --    | --    | --    | --    | --    | 0     | 0     | 0     | 0     | 49    | 215    | 226    | 248    | 234    | 1141   |
| Экспорт                                                      | --    | --    | --    | --    | --    | --    | --    | --    | --    | --    | --    | --    | --    | --    | --    | 0     | 0     | 0     | 0     | 36    | 249    | 242    | 276    | 249    | 506    |
| Общая поставка                                               | 18689 | 21730 | 23736 | 23191 | 24286 | 25504 | 31722 | 35270 | 37947 | 41609 | 45298 | 47801 | 50550 | 58310 | 64141 | 69914 | 77878 | 84404 | 89587 | 95521 | 101420 | 105348 | 111658 | 122922 | 127839 |
| Статистическая разница                                       | -31   | 10    | -18   | 43    | -26   | -46   | 0     | 0     | 0     | 1     | 1     | 1     | 0     | 0     | 0     | -1045 | -2912 | -480  | -1848 | 2858  | 5810   | 2360   | 2121   | 2705   | 4213   |
| Потери                                                       | 1870  | 2170  | 2374  | 2248  | 2391  | 2562  | 3410  | 3791  | 4079  | 3203  | 3194  | 3382  | 3466  | 4436  | 4880  | 5461  | 6190  | 6500  | 7013  | 7114  | 7363   | 7623   | 8363   | 9141   | 9697   |
| Конечное потребление электроэнергии                          | 16850 | 19550 | 21380 | 20900 | 21921 | 22988 | 28312 | 31479 | 33868 | 38405 | 42103 | 44418 | 47084 | 53874 | 59261 | 65498 | 74600 | 78384 | 84422 | 85549 | 88247  | 95365  | 101174 | 111076 | 113929 |
| Промышленность и строительство, из которого                  | 550   | 450   | 580   | 600   | 383   | 1433  | 2941  | 3597  | 4253  | 5201  | 5891  | 6588  | 6449  | 6451  | 7451  | 6712  | 8386  | 8805  | 7591  | 9228  | 8140   | 13564  | 11196  | 12973  | 13983  |
| Другие отрасли обрабатывающей промышленности и строительства | 550   | 450   | 580   | 600   | 383   | 1433  | 2941  | 3597  | 4253  | 5201  | 5891  | 6588  | 6449  | 6451  | 7451  | 6712  | 8386  | 8805  | 7591  | 9228  | 8140   | 13564  | 11196  | 12973  | 13983  |
| Другие сектора                                               | 16300 | 19100 | 20800 | 20300 | 21538 | 21555 | 25371 | 27882 | 29615 | 33204 | 36212 | 37830 | 40635 | 47423 | 51810 | 58786 | 66214 | 69579 | 76831 | 76321 | 80107  | 81801  | 89978  | 98103  | 99946  |
| Бытовые потребители                                          | 7500  | 7800  | 8200  | 8500  | 10862 | 11498 | 12917 | 13642 | 14367 | 15991 | 16743 | 17470 | 17461 | 18858 | 21397 | 24678 | 29920 | 31416 | 30908 | 25068 | 33502  | 33292  | 35121  | 38008  | 40966  |
| Коммерческий сектор и предприятия общего пользования         | 8800  | 11300 | 12600 | 11800 | 10100 | 9400  | --    | --    | --    | --    | --    | --    | --    | --    | --    | 21137 | 25728 | 27014 | 28246 | 27968 | 33159  | 32923  | 34859  | 37160  | 40052  |
| Сельское, лесное хозяйство и рыболовство                     | --    | --    | --    | --    | 576   | 657   | 802   | 919   | 1005  | 1162  | 1274  | 1299  | --    | --    | --    | --    | --    | --    | --    | --    | --     | --     | --     | --     | --     |
| Прочие                                                       | --    | --    | --    | --    | --    | --    | 11652 | 13321 | 14243 | 16051 | 18195 | 19061 | 23174 | 28565 | 30413 | 12971 | 10566 | 11149 | 17677 | 23285 | 13446  | 15586  | 19998  | 22935  | 18928  |

Современное состояние
В соответствии с официальной национальной статистикой, основные показатели электроэнергетического комплекса ОАЭ за 2018 г. характеризуются следующими данными: 
- установленная мощность генерирующих источников (на конец года) — 31147,1 МВт.;
- производство электроэнергии-брутто, всего в 2018 г. — 135997 млн кВт∙ч.

К числу ключевых субъектов электроэнергетики страны необходимо также отнести крупнейшие (1000 МВт и выше) электростанции, а именно: 
Jebel Ali M Gas Power Plant — 2885 МВт, 
Noor Abu Dhabi (Sweihan) Solar Plant. 
 
Также, две строящиеся: 
солнечная Mohammed Bin Rashid Al Maktoum Solar Park — 710 МВт (на конец 2019 г.) с проектной мощностью в 5000 МВт и 
атомная электростанция (АЭС, NPP) Barakah NPP с проектной мощностью-брутто в 5600 МВт (см. Атомная энергетика ОАЭ).
В диаграммах
Структура установленной мощности генерирующих источников и доли генерирующих компаний приведены на нижеследующих диаграммах:

ОАЭ. Структура генерирующих мощностей по типам электростанций (на конец 2018 г.), проценты
ОАЭ. Структура установленной мощности по генерирующим компаниям* (на конец 2018 г.),  проценты
ОАЭ. Структура производства электроэнергии в 2018 г. по генерирующим компаниям, проценты
ОАЭ. Структура импорта и экспорта электроэнергии  по странам в 2018 г.,  проценты

## Внешняя торговля
Крупнейший партнёр по торговле — Япония, которая забирает наибольшую долю нефтяного и газового экспорта ОАЭ, и также является крупным поставщиком транспортных средств, электроники и различных изделий для потребителей.
Товарооборот между Россией и ОАЭ в 2007 году вырос на 27 %, составив порядка 821 млн долл. США (771 млн долл. — российский экспорт и 50 млн долл. — эмиратский экспорт). В 2008 году товарооборот составил 846,4 млн долл., а в 2009 — 670,6 млн долларов США. 
В сентябре 2010 года под эгидой Торгово-промышленной палаты эмирата Дубай в Объединённых Арабских Эмиратах был зарегистрирован Российский Совет предпринимателей.
ОАЭ являются ключевым центром поставок драгоценных металлов, основные поставщики – Индия и страны Африки. В 2022 году Россия стала крупнейшим поставщиком золота в ОАЭ, поставив 96,4 тонны золота, что в 15 раз больше показателя предыдущего года, увеличение связывают с санкциями против России.

## Организация бизнеса
Объединённые Арабские Эмираты предоставляют благоприятные условия для открытия и ведения бизнеса. В зависимости от территориального режима деятельности, регистрация бизнеса в ОАЭ осуществляется в одной из трех основных форм: местная компания, компания в свободной экономической зоне (СЭЗ) или офшорная компания. 
Особенностью экономической модели ОАЭ является наличие более 40 свободных экономических зон, предлагающих иностранным инвесторам ряд преимуществ, включая возможность 100% владения компанией без необходимости вводить местного партнёра, а также освобождение от многих видов налогов. Процедуры регистрации бизнеса в этих зонах максимально упрощены, что сокращает временные и административные издержки. 
Если местные компании и компании СЭЗ могут вести деятельность на территории ОАЭ (хотя и на разных условиях), то оффшорные компании могут вести деятельность только за пределами ОАЭ. Например, открыть компанию в Дубае можно как на его основой территории (“mainland”), так и в любой из свободных зон Дубая, предоставляющих условия для международной коммерческой деятельности. 

## Налогообложение бизнеса
С 1 июня 2023 года в ОАЭ введён корпоративный налог, который распространяется на все компаний в пределах страны, включая свободные экономические зоны. Налоговая ставка составляет 0% для прибыли до 375,000 дирхамов, и 9% для доходов, превышающих этот порог. Малый бизнес может быть освобождён от налога до 2026 года при условии, что его выручка не превысит 3 миллиона дирхамов. 
Для компаний свободных зон существует возможность применения нулевой ставки корпоративного налоги при соблюдении определённых условий, таких как получение квалифицированного дохода и предоставление аудированной финансовой отчётности.
Также с 2018 года в ОАЭ введён НДС по ставке 5%, регистрация для которого требуется, если оборот компании превышает 375,000 дирхамов за последние 12 месяцев. 

## Трудовые отношения

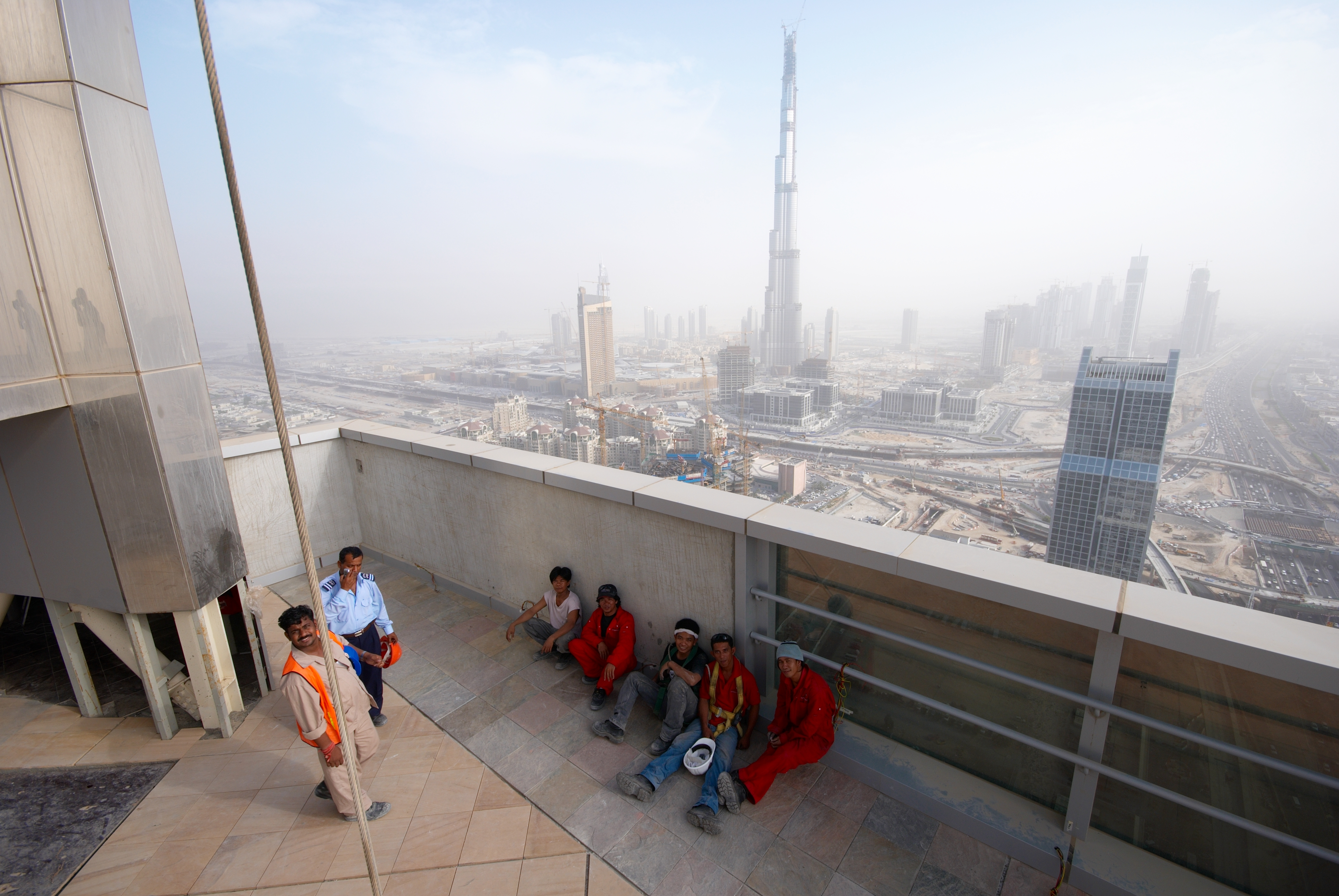
Рабочие на строительстве небоскрёба в Дубае

Граждане ОАЭ заняты почти исключительно в сферах управления и бизнеса; все остальные работы выполняют иностранные сотрудники. Минимальная зарплата для граждан ОАЭ на 2019 г. — около 6000 евро в месяц, для иностранных сотрудников — около 600 евро.
Многие граждане ОАЭ также получают дополнительный доход от иностранных сотрудников за выдачу им приглашений на работу в ОАЭ. Плата за одно приглашение может составлять от 2000 евро в год и более, в зависимости от профессии и заработка сотрудника.